# Kamaterowie
Kamaterowie (gr.: Καματηρόι, Kamatēroi) – rodzina bizantyńskich wysokich urzędników, która doszła do wielkiego znaczenia w XI i XII wieku.
Pierwszym znanym członkiem rodziny Kamaterów był spatharokandidatos Petronas Kamater, który około 936 roku nadzorował budowę twierdzy Sarkel, a następnie był zarządcą Chersonezu. Około 1080 roku Epifaniusz Kamater był eparchą Konstantynopola. Do największego znaczenia rodzina Kamaterów doszła w XII wieku, a szczególnie jej gałąź wywodząca się od Bazylego Kamatera, magistra i kritesa. Syn Bazylego z małżeństwa z Ireną Dukainą, Andronik został eparchą Konstantynopola i wielkim drungariosem, jego syn Bazyli, był patriarchą Konstantynopola (1183-1186), a córka Eufrozyna, cesarzową (1195-1203). Spoza tej części rodziny wywodzi się Jan X Kamater, patriarcha Konstantynopola w latach (1198-1206). Andronik i Jan X położyli też pewne zasługi na polu piśmiennictwa.